# Distretto di Shimamaki
Il distretto di Shimamaki (島牧郡?) è uno dei distretti della Sottoprefettura di Shiribeshi, Hokkaidō, in Giappone.
Attualmente comprende il solo comune di Shimamaki.